# Laucherenstock
Der Laucherenstock ist ein 2639 m ü. M. hoher Berg in der Schweiz.

## Lage und Umgebung

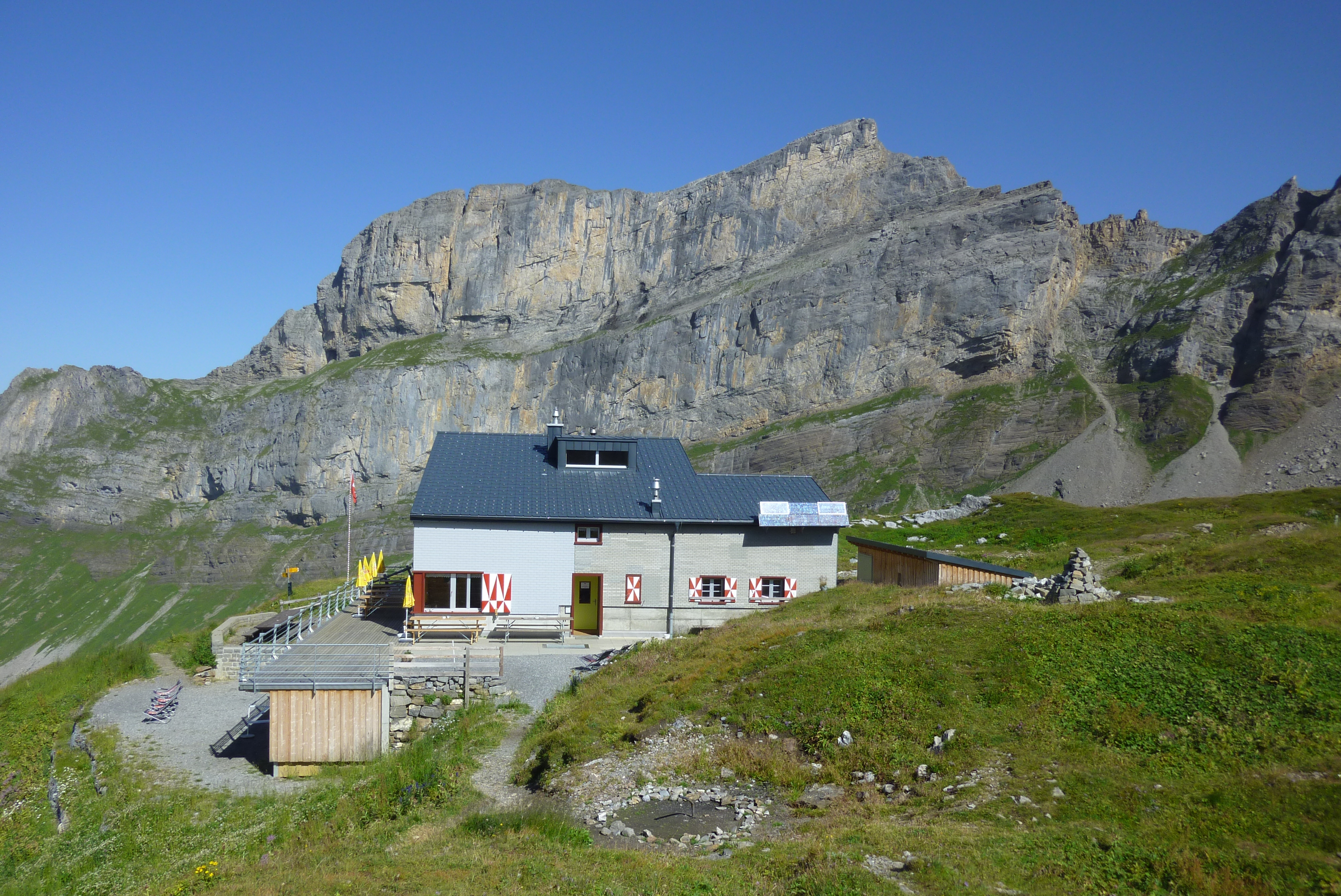
Der Laucherenstock von Süden mit der Rugghubelhütte im Vordergrund

Der Laucherenstock liegt auf der Grenze der Kantone Obwalden und Nidwalden. Nach SOIUSA liegt er in den Unterwaldner Voralpen.
Im Süden fällt der Laucherenstock in das Horbistal ab, dessen steile Felsstufe auch als «End der Welt» bezeichnet wird. Das Horbistal mündet nach Süden in den Ort Engelberg. Südöstlich des Laucherenstocks liegt der Rugghubel mit der Rugghubelhütte.
In der Ost-West-Achse liegt der Laucherenstock auf einem Grat, welcher nach Westen über den Grossen Sättelistock, den Scheyeggstock und den Rigidalstock schliesslich in das Engelbergertal abfällt. Östlich auf diesem Grat befindet sich der Ruchstock. In nördlicher Richtung gelangt man auf die Bannalp mit dem Bannalpsee.